# Ялчин, Танер
Тане́р Ялчи́н (тур. и нем. Taner Yalçın; 18 февраля 1990, Кёльн) — немецкий футболист турецкого происхождения. Выступает за немецкий клуб «Хюрт».

## Карьера

### Клубная
Воспитанник кёльнской школы футбола. Играл в командах «Олимпия» и «Фортуна», в 2008 году заключил первый контракт с «Кёльном» и играл в их составе до 2012 года. Сезон 2011/12 провёл на правах аренды в турецком клубе «Истанбул ББ». По окончании срока аренды летом 2012 года трансфер футболиста был выкуплен турецким клубом.

### В сборной
Провёл один матч за юношескую сборную Германии. В молодёжную или старшую команду не вызывался.